# تامر لونت
تامر لونت (انگلیسی: Tamer Levent؛ زادهٔ ۱۳ اکتبر ۱۹۵۰) بازیگر اهل ترکیه است. وی از سال ۱۹۷۷ میلادی تاکنون مشغول فعالیت بوده‌است.
از فیلم‌ها یا برنامه‌های تلویزیونی که وی در آن نقش داشته‌است می‌توان به خواب زمستانی، جزیره ذرت اشاره کرد.